# Tuzsér
Tuzsér là một làng thuộc hạt Szabolcs-Szatmár-Bereg, Hungary. Làng này có diện tích 15,51 km², dân số năm 2010 là 3309 người, mật độ 213 người/km².